# Brabantse kroniekschrijving

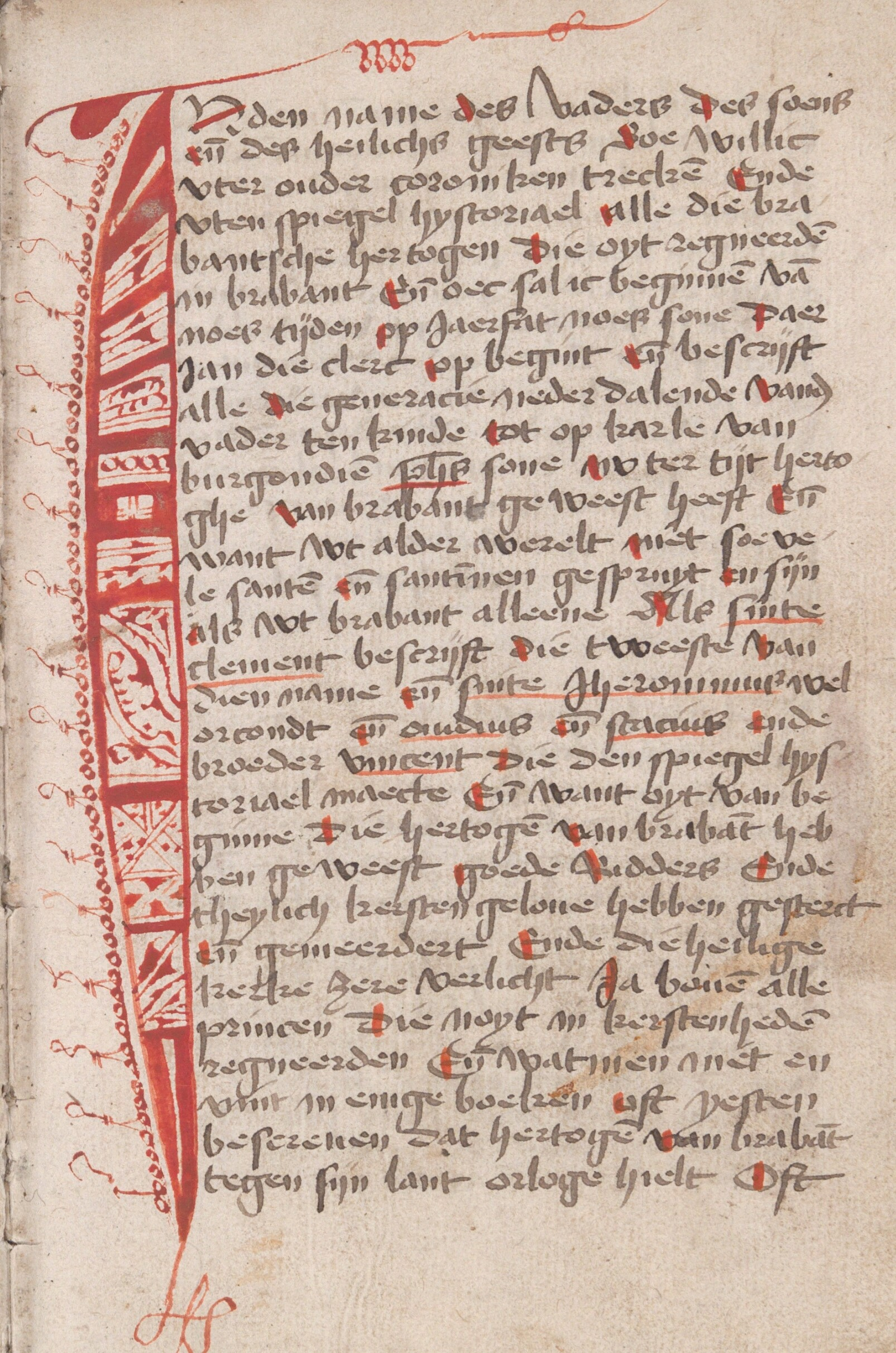
Fragment uit de Cornyke van Brabant int prose int corte (circa 1468–1500).

Brabantse kroniekschrijving was een vorm van middeleeuwse geschiedschrijving in het hertogdom Brabant.
Om houvast te krijgen op, of vorm te geven aan, de gekende geschiedenis en imago van de streek, werden er Brabantse landsheerlijke kronieken geschreven. Ze dienden ook ter legitimering van de regering (of pretenties) van hertogen, hertoginnen en hun afstamming; daarom bevatten ze veel genealogische informatie dan wel beweringen, al dan niet in de vorm van een stamboom.

## Ontwikkeling
De eerste Brabantse kronieken ontstonden in de late 13e eeuw en werden aanvankelijk in het Latijn geschreven. Het begon rond 1270 met een reeks genealogieën die zowel een dynastieke als territoriale continuïteit benadrukten; daarom wordt vermoed dat deze zijn geproduceerd in de omgeving van het hertogelijk hof van Jan I van Brabant (r. 1267–1294). Vanaf 1315 tot aan zijn dood in 1351 schreef en redigeerde Jan van Boendale de Brabantsche Yeesten, een rijmkroniek in het Middelnederlands, de volkstaal in het grootste deel van Brabant (met uitzondering van het zuidelijkste stuk, wat nu Waals-Brabant heet). Boendales werk was hoofdzakelijk een vertaling, herwerking en voorzetting van de eerdere Latijnse genealogische traditie. Het is niet bekend of er tussen 1351 en 1415 ook Brabantse kronieken zijn geschreven; uit deze decennia zijn er geen handschriften overgeleverd. Tussen 1415 en 1498 is er echter een groot aantal kronieken van Brabant geschreven, zowel in het Middelnederlandse poezië als in Latijnse en Franse proza. In 1498 werd de Alder excellenste cronike van Brabant de eerste Brabantse kroniek die werd gedrukt in plaats van met de hand geschreven.

## Algemene inhoud van Brabantse kronieken
De Brabantse kronieken trachten de origine van de hertogen naar een voor hun politieke rivalen onovertrefbaar verleden te laten teruggrijpen. Op de aanvaardbare afstamming van Karel de Grote werd verder gebouwd om de hertogelijke genealogie in de oudheid te laten aanvangen. Volgens een 14e-eeuwse genealogie stammen de hertogen van Brabant af van koning Priamus van Troje, maar als variant op die bron, ontstond een kroniek waarin een Romeins senator als de stamvader wordt beschouwd. Een kroniek uit de 15e eeuw wil dan weer dat de naam "Brabant" afkomstig is van de Romeinse soldaat Silvius Brabo. Toch is het in eerste instantie de taak van de kroniekschrijver om een verhaal of boek te maken waarbij gedenkwaardige en/of historische feiten, chronologisch geordend zijn. In Brabantse Kronieken zijn dit vaak gebeurtenissen zoals:
- Gebeurtenissen vanaf de Romeinse tijd tot aan het Verdrag van Verdun
- Het huis der Reiniers
- Ontstaan van het hertogdom
- Verhalen over Jan I van Brabant
- De Slag bij Woeringen
- De Brabantse Successieoorlog
- Inwijding onder de Bourgondische hertogen
- En nog veel meer...

In de kronieken komen dus verschillende onderwerpen aan bod. Welke dat zijn, hangt natuurlijk af van kroniek tot kroniek. Vaak haalde de kroniekschrijver aan wat hijzelf interessant of belangrijk vond.
In genealogische kronieken stonden niet gebeurtenissen, maar de (regeerperioden van) vorsten en vorstinnen centraal. Het volgende fragment komt uit de Cronijck van Brabant, een voorbeeld van een genealogische rijmkroniek:
Dit volgde een redelijk vaste opbouw, met de volgende terugkerende elementen: de naam van de vorst(in), diens relatie tot de voorganger, titel, aantal regeerjaren, sterfjaar, locatie van het graf.

## Enkele bekende voorbeelden

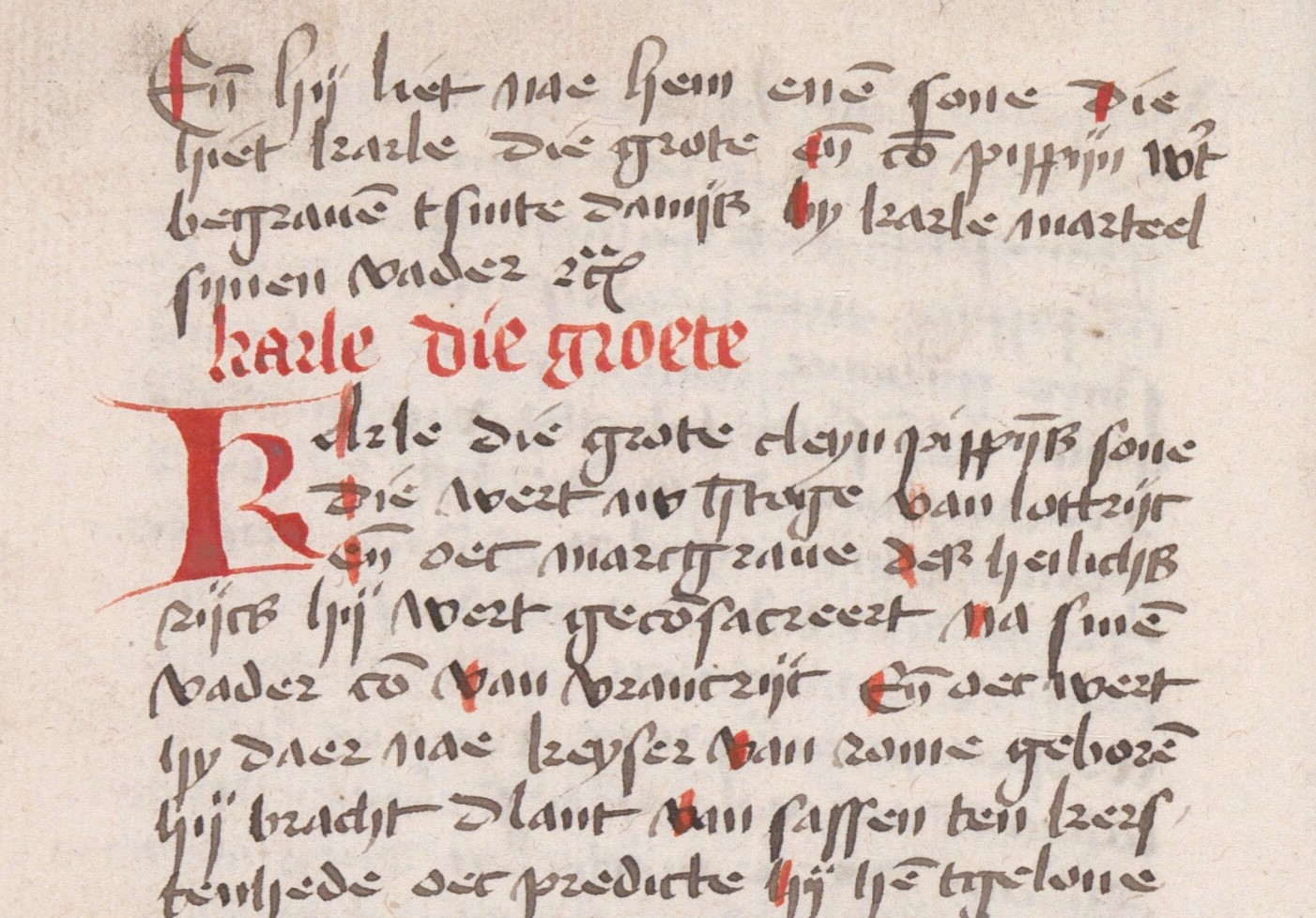
Fragment uit het handschrift HS.0908. Er waren duidelijke onderverdelingen; zo ging dit stuk over Karel de Grote.

- Chronica de origine ducum Brabantiae (circa 1295).[2]
- Rijmkroniek van Woeringen (circa 1290).[8]
- Brabantsche Yeesten (circa 1315–1351) door Jan van Boendale.[3]
- Cornicke van Brabant (1415) door Hennen van Merchtenen.[4]
- Cronijck van Brabant (circa 1435–1460), anonieme rijmkroniek tot 1430.[9] Overgeleverd in 6 of 7 handschriften.[5]
- Cornyke van Brabant int prose int corte (circa 1468–1500), anonieme prozakroniek uit de Zuidelijke Nederlanden, onder meer bewaard gebleven in handschrift HS.0908 van Universiteitsbibliotheek Gent. Het handschrift is de naam gegeven "Kroniek van Brabant van de oudste tijden tot aan Karel de Stoute" (1433–1477; hij was ook hertog van Brabant). Twee andere handschriften worden bewaard in de Antwerpse Stadsbibliotheek en in Den Haag; het Gentse handschrift zou de andere twee evenwel als voorbeeld hebben gediend.[10] Handschrift HS.0908 bevat de volgende onderdelen: een inleiding; over Karloman, 4e prins; over Pippijn van Landen; over Pippijns zoon Arnoldus; over Pippijn van Herstal; over Karel Martel; over Pippijn de Dene; over Karel de Grote; over Lodewijk de Vrome; over Karel de Kale; en nog veel meer.
- Die alderexcellenste cronyke van Brabant (1497), gedrukt door Roland vanden Dorpe.[11]
- Kroniek van Peter van Os (1523), incipit: In den iersten is hier te wetene die gelegentheit slants van Brabant. Overgeleverd in slechts een enkel handschrift: hs 339a H3, Tilburg University Library.[11]